# Bistum Calgary
Das Bistum Calgary (lateinisch Dioecesis Calgariensis, englisch Diocese of Calgary) ist eine in Kanada gelegene römisch-katholische Diözese mit Sitz in Calgary.

## Geschichte
Das Bistum wurde am 30. November 1912 durch Papst Pius X. aus Gebietsabtretungen des Erzbistums Edmonton errichtet und diesem als Suffraganbistum unterstellt. 

## Bischöfe von Calgary
- 1913–1924 John Thomas McNally, dann Bischof von Hamilton
- 1925–1931 John Thomas Kidd, dann Bischof von London in Ontario
- 1932–1935 Peter Joseph Monahan, dann Erzbischof von Regina
- 1935–1966 Francis Patrick Carroll
- 1967–1968 Francis Joseph Klein
- 1968–1998 Paul John O’Byrne
- 1998–2017 Frederick Bernard Henry
- 2017–0000 William Terrence McGrattan